# کامیک بوک ریسورسز
کامیک بوک ریسورسز (انگلیسی: Comic Book Resources) ، همچنین شناخته شده به عنوان CBR یک وبگاه کانادایی است که به موضوع کتاب کامیک می‌پردازد.